# François Valentin le Merchier de Criminil
François Valentin marquis le Merchier de Criminil (1753 – 12. februar 1823) var en fransk adelsmand og hofembedsmand.
Han var godsejer i Artois, oberst i den franske hær og staldmester hos grevinden af Provence (den senere franske konge Ludvig XVIII's gemalinde), emigrerede 1791 og bosatte sig i nærheden af Hamborg, hvor han 1796 ægtede Caroline komtesse von Schimmelmann fra Ahrensburg. Hans godser i Artois blev konfiskerede.
Deres ældste søn, Joseph Carl, fødtes 9. februar 1797 og kom allerede 1808 tillige med sin yngre broder, Heinrich Anna, på grund af faderens vedvarende svagelighed (han døde 12. februar 1823) til Emkendorf, hvor de begge antoges i sønners sted og senere formelig adopteredes af grev Friedrich Karl von Reventlow og Friederike Juliane komtesse von Schimmelmann, deres bedstefaders søster. Ved patent af 20. september 1815 optoges begge brødrene i den danske grevestand under navnet Reventlow-Criminil.